# Podbrest
Podbrest is een plaats in de gemeente Orehovica in de Kroatische provincie Međimurje. De plaats telt 698 inwoners (2001).